# Pinanga polymorpha
Pinanga polymorpha är en enhjärtbladig växtart som beskrevs av Odoardo Beccari. Pinanga polymorpha ingår i släktet Pinanga och familjen Arecaceae. Inga underarter finns listade i Catalogue of Life.